# Knights of the Round
Knights of the Round (ナイツオブザラウンド) est un jeu vidéo de beat them all pouvant se jouer à trois simultanément développé et édité par Capcom sur système d'arcade CP System. Le jeu a également été adapté sur Super Nintendo l'année suivante puis en 2006 sur PlayStation 2, Xbox et PlayStation Portable,.

## Synopsis
Le jeu est une adaptation de la légende du roi Arthur et des chevaliers de la Table ronde, les jeunes Arthur, Lancelot et Perceval sont chargés par Merlin l'enchanteur d'aller récupérer le saint Graal pour restaurer la paix sur les terres d'Angleterre. Ils devront pour cela faire face à des bandits de toutes sortes ainsi qu'à de puissants seigneurs.

## Personnages
Il est possible d'incarner trois héros différents :
- Arthur, un jeune apprenti chevalier qui a pour destinée de devenir roi d'Angleterre après avoir retiré d'un rocher l'épée sacrée Excalibur. C'est un combattant qui n'a pas de points faibles ni de points forts particuliers.
- Lancelot, un combattant doué en escrime qui parcours le monde à la recherche d'un roi à servir. Il est très agile mais peu puissant.
- Perceval, un guerrier au grand cœur dont on dit qu'il n'a jamais été vaincu et ceci grâce à son physique exceptionnel. Il rattrape son manque d'habileté par une très grande force.

## Système de jeu
Knights of the Round propose un gameplay classique au premier abord mais qui parfois sort des sentiers battus des beat them all de l'époque. Pour la partie classique on note qu'il s'agit de se débarrasser de tous les ennemis (bandits, soldats, magiciens, chevaliers...) qui se présentent par vagues successives et que chaque niveau s'achève par un boss. Les trois héros disposent de leur propre technique de combat, le cimeterre à une main pour Lancelot, l'épée à deux mains pour Arthur et la hache bipenne pour Perceval. Il existe également une attaque spéciale qui permet de se débarrasser des adversaires environnants aux dépens d'une petite perte de vie.
D'autres éléments sont moins classiques pour ce type de jeu. Il est possible de parer les coups ce qui apporte une dimension plus technique aux affrontements. Le score est utilisé comme compteur d'expérience et permet de gagner des niveaux, qui à la manière d'un jeu de rôle, améliorent les caractéristiques des personnages et change leur aspect (meilleure arme et meilleure armure). On note aussi la présence de chevaux qu'il est possible d'enfourcher, les attaques effectuées à cheval sont plus puissantes et renversent généralement les ennemis en un seul coup. Enfin le jeu est jouable à trois simultanément.

## Équipe de développement
- Game designers : Boyoyon, Hachi, K Suke, Nis 7
- Son et musiques : Isao Abe (Oyaji)
- Programmeurs : Ayrton Tsuna !!, Hero Hero, Cky
- Object designer: Ikusan Z, Tanuki, Imomushi, Jun Matsumura (JUN), Sho
- Scroll designer: Fukumoyan, Pooh!, Kyochan, Marchan

## Portages
- Super Nintendo : 1994
- PlayStation Portable : 2006 dans la compilation Capcom Classics Collection Reloaded
- PlayStation 2 : 2006 dans la compilation Capcom Classics Collection Volume 2
- Xbox : 2006 dans la compilation Capcom Classics Collection Volume 2